# 다니엘라 판흐라스
다니엘라 판흐라스(네덜란드어: Daniella van Graas, 1975년 8월 4일 ~ )는 네덜란드의 배우, 모델이다.

## 영화
- 퍼팩트 스트레인저 (2007년) - 조시 역
- 사랑할 때 버려야 할 아까운 것들 (2003년)
- 뉴 아메리칸스 (2002년)
- 러브 인 맨하탄 (2002년)
- 뉴욕의 가을 (2000년)